# 柳家小三治
柳家 小三治（）は落語家の名跡。現在は空き名跡。この名跡は中堅どころの位置付けであるが、「柳家（柳派）の出世名」といわれる。七代目・八代目の柳家小三治は併存したことがある。なお、十代目は真打昇進から2021年に没するまでこの芸名を名乗り通した（後述）。
- 初代柳家小三治 - 後∶三代目柳家小さん
- 二代目柳家小三治 - 後∶二代目談洲楼燕枝
- 三代目柳家小三治 - 後∶三代目古今亭今輔
- 四代目柳家小三治 - 後∶二代目柳家つばめ
- 五代目柳家小三治 - 後∶四代目柳家小さん
- 六代目柳家小三治 - 俗に「留っ子」「坊やの小三治」。（1896年8月19日 - 大正半ば頃）は、落語家。本名∶内田 留次郎。1915年に三代目柳家小さん門下で柳家小志ん。1917年2月に柳家小きんを経て、1918年3月に演芸会社で先代が蝶花楼馬楽を襲名したために六代目柳家小三治を襲名。将来を期待されたが、酒に溺れて若くして早逝した。1919年頃までの寄席の出番表などに名が見える。
- 七代目柳家小三治 - 後∶七代目林家正蔵
- 八代目柳家小三治 - 当該項目で記述
- 九代目柳家小三治 - 後∶五代目柳家小さん
- 十代目柳家小三治 - 本項にて詳述

十代目 柳家 小三治（1939年12月17日 - 2021年10月7日）は、東京府東京市淀橋区柏木（現・東京都新宿区北新宿）出身の落語家。落語協会第10代会長（2010年 - 2014年）。出囃子は『二上り羯鼓』。定紋は『変わり羽団扇』。本名は郡山 剛藏。位階は従五位。「高田馬場の師匠」とも呼ばれた。

## 経歴
小学校校長を務めた郡山繁蔵の長男として東京市淀橋区柏木三丁目に生まれる。父が宮城県岩沼の出身だったことから、戦時中は岩沼の伯父の家に預けられ、戦争終結後に柏木に戻される。
1946年、現在の新宿区立淀橋第四小学校に入学するも、5年生の時に同区内の四谷第四小学校へ転校、四谷第一中学校を経て、東京都立青山高等学校入学。
1958年、青山高等学校卒業。高校の同級生に女優の若林映子、ニ年後輩に仲本工事と橋爪功がいる。
1959年3月、五代目柳家小さんに入門。前座名は「小たけ」。1963年4月に二ツ目に昇進し、「さん治」に改名。
1969年9月、17人抜きの抜擢で真打昇進。十代目柳家小三治襲名。
1976年、放送演芸大賞受賞。1979年より落語協会理事に就任する。1981年、芸術選奨文部大臣新人賞受賞。
2004年に芸術選奨文部科学大臣賞受賞、2005年4月に紫綬褒章受章。2005年6月、新宿末廣亭6月下席夜の部での自らの主任興行において、東京やなぎ句会同人の小沢昭一をヒザ前に顔付けする。寄席の前には連日長蛇の列が出来、客は立見で入れないほどの大入りであった。
2009年、ドキュメンタリー映画『小三治』（監督：康宇政）が公開された。
2010年6月、落語協会会長に就任。
2014年春の叙勲で旭日小綬章受章。同年6月、落語協会会長を勇退し顧問に就任。
同年10月、重要無形文化財保持者（人間国宝）に認定。
2015年、第56回毎日芸術賞受賞。同年3月、新宿区名誉区民に選定される。2019年度朝日賞受賞。
2021年10月2日、府中の森芸術劇場で行われた「吉例柳家一門会」で『猫の皿』を演じる。これが生前最後の高座となった。
同年10月7日20時、心不全のため死去。81歳没。訃報は同月10日、落語協会と柳家小三治事務所により公表された。所属事務所が明かしたところによれば、生前最後の高座から亡くなる日まで体調面の変化はなく普段通りに過ごしており、翌年まで各地で落語会の予定を入れていた。死去当日は普段通りに夕食を取り、入浴した後に自室で倒れているところを妻に発見され、病院に搬送されたが死亡が確認されたという。
死没日付で従五位に叙される。法名は「昇道院釋剛優」。
故人の遺志により葬儀は密葬で執り行われ、お別れの会などは開かれなかった。また、遺族（家族）からのコメントや取材対応はなく、マスコミ対応は事務所（マネージャー）と落語協会が担った。落語芸術協会では、会長の春風亭昇太が追悼コメントを発表した。
落語協会では、2021年8月に柳家三之助が撮影して9月12日に「落語協会 謝楽祭2021」（オンライン開催）で配信された小三治の挨拶映像を、協会公式YouTubeにおいて12月10日 - 17日（小三治の誕生日）まで期間限定で再配信した。

## 芸歴
- 1959年3月 - 五代目柳家小さんに入門、前座名「小たけ」。
- 1963年4月 - 二ツ目昇進、「さん治」と改名。
- 1969年9月 - 真打昇進、「十代目柳家小三治」を襲名。

## 役職
- 1979年 - 落語協会理事就任
- 2010年 - 落語協会会長就任
- 2014年 - 落語協会顧問就任

## 人物
教師・教育者（小学校校長）の5人の子のうち唯一の男子として厳格に育てられる。テストでは常に満点を求められ、100点満点中95点を取ることすら許されなかった。その反発として遊芸、それも落語に熱中する。東京都立青山高等学校に進学。二期下にはザ・ドリフターズの仲本工事、俳優の橋爪功がいた。高校では落語研究会に所属し、ラジオ東京の『しろうと寄席』で15回連続合格を果たす。この頃から語り口は流麗で、かなりのネタ数を誇った。卒業後、教員育成大学である東京学芸大学への入試に失敗し、学業を断念。落語家を志し、五代目柳家小さんに入門した。もっとも父は息子が噺家になることに反対しており、自らの教え子に新宿末廣亭の席亭・北村銀太郎の子息がいたことから「小さんなら噺家になるのを止めるように説得してくれるだろう」との目論見で小さんに相談したところ、これに反して小さんは入門を認めている。入門時は脛毛が毛深かったことから、五代目小さんから最初は前座名を「小多毛」と付けられそうになったが、人形町末廣の席亭の娘から「字面が悪い」とクレームを付けられて「小たけ」に変えたとされる。
以後、五代目小さん門下で柳家のお家芸である滑稽噺を受け継ぎ活躍（もっとも小さん本人から直接教わった噺は少ないと著書で述べている）。噺の導入部である「マクラ」が抜群に面白いことでも知られ、「マクラの小三治」との異名も持つ。全編がマクラの高座もある。
落語協会会長六代目三遊亭圓生は大変に芸に厳しい人物で、前任の会長より引き継いだ者を真打にした以外は、実質上3人しか真打昇進を認めなかった。つまり、六代目圓生から真打にふさわしいと見做されたのは、六代目三遊亭圓窓・小三治・九代目入船亭扇橋の3人のみである。小三治は17人抜き真打昇進という記録を作った。特に扇橋と当時落語芸術協会に所属していた二代目桂文朝とともに「三人ばなし」と称した落語会を1975年から1997年まで定期的に開催していた。
小三治も弟子に対する指導が厳しいことで知られていた。また、若手への指導も厳しく、池袋演芸場で行われていたある日の「二ツ目勉強会」では、芸を批評するために小三治が来場することが出演者に告げられると、リラックスしていた楽屋に一気に緊張感が走り、強面で知られる三代目橘家文蔵（当時：橘家文吾）は落ち着きを失って顔面蒼白になったり、三代目柳家甚語楼（当時：柳家さん光）は固まったように黙ってしまったという。中には「噺家を辞めて故郷へ帰れ!」と小三治に叱責された二ツ目もいたとされる。
上野鈴本演芸場初席における主任（トリ）の座を師の五代目小さんから1991年に禅譲され、2013年まで務めた。
もともと中堅どころの名跡であった「柳家小三治」を、真打昇進から2021年に没するまで名乗り通した。この間、落語協会理事や同協会会長を歴任し、落語家では師の五代目小さん、上方落語の三代目桂米朝に続く3人目の重要無形文化財保持者（いわゆる人間国宝）にも認定され、東京落語界の大看板になった。小三治は「名前を大きくした」と言われる典型的なケースである（四代目桂米丸や五代目三遊亭圓楽も、本来留め名ではなかった中堅名跡を名乗り通し、大看板となった落語家である）。
リウマチなど持病を抱えながらも、長年高座に上がり続けた。落語協会会長五代目鈴々舎馬風が病気を理由に2期で勇退した後を受け、2010年6月25日開催の落語協会例会において後任会長となる。会長在職中は抜擢での真打昇進を行っており、2012年に春風亭一之輔が21人抜き、古今亭志ん陽が8人抜き、古今亭文菊が28人抜きでそれぞれ真打に昇進している。
2014年6月、四代目柳亭市馬に会長職を譲って協会顧問に就任し、亡くなるまで務めた。
夫人は染色家の郡山和世、次女は文学座に所属する女優の郡山冬果である。

### 芸

#### 主な演目
主な持ちネタには『あくび指南』『うどん屋』『大山詣り』『かんしゃく』『看板のピン』『金明竹』『小言念仏』『子別れ』『蒟蒻問答』『死神』『芝浜』『大工調べ』『千早振る』『茶の湯』『出来心』『転宅』『道灌』『時そば』『鼠穴』『寝床』『初天神』『富士詣り』『百川』『やかんなめ』などがある。

#### 芸風
面白くもなんともなさそうな顔のまま、面白いことを話す。飄々とした表情のまま、ぶっきら棒にしゃべる。
柳家の伝統通り滑稽噺を主なレパートリーとするが、師と同じく、「あざとい形では笑わせない芸」を目標としている。落語（滑稽噺）は本来が面白いものなのできちんとやれば笑うはずであり、本来の芸とは無理に笑わせるものではなく「客が思わず笑ってしまうもの」だとの信念を抱いているからである。

#### ものまね
過去の落語家のものまねを得意とする。六代目圓生や九代目桂文治、八代目三笑亭可楽などのものまねが時折高座で披露される。

#### 芸論
指揮者ヘルベルト・フォン・カラヤンを「メリハリが効くというよりもあざといくらい派手な音を作り出す」「人を感心させようとして棒を振るから嫌いだ」と評すると同時に、「落語も同じだよ」と付け加えている。

#### 同一の演目
寄席や落語会では、同じ演目を異なる芸人が続けて演ずることは絶対のご法度とされている。
永六輔が自らの主催するイベント「六輔その世界」のゲストに毒蝮三太夫と小三治を招き、両名に落語を演じてもらおうと企画した際、毒蝮は『湯屋番』を演じた。毒蝮は落語界の人間ではないが、七代目（自称：五代目）立川談志の古くからの盟友であり、徹底的な指導を受けていた。その後に高座に上がった小三治は、直前までネタを決めていなかったが、毒蝮と同じ『湯屋番』を語り始めた。小三治も談志も同門（5代小さん門下）であり、文字として並べる限り『湯屋番』の内容はほとんど変わらない。しかし、プロとしての技術を駆使して全く別のやり方で『湯屋番』を語り、毒蝮よりもはるかに客を笑わせたという。演芸評論家・矢野誠一の著書『志ん生の右手』（河出文庫）では、この件を小三治自身が後書きで説明している。同じ噺をした理由は「毒蝮三太夫という人の後に落語家として噺をすることに抵抗があった」「毒蝮のやった噺とそれに対するお客さんの反応をみて、これは落語を聞かせる客じゃないな、ショウアップされた趣向を興味半分でのぞきに来てる客だな、と思った」ことであり、「せっぱつまった飛び降り自殺みたいなものです」「もう頼まれたって二度とやりませんが、ひとにも勧めません。それほど愚行です」と矢野への謝辞と共にコメントしている。

### 趣味
多趣味で知られていた。

#### バイク
- ヤマハ発動機のナナハン（XJ750E）を乗り回していた。当時寄席への出勤もバイクで、本人は上下のつなぎで寄席や落語会に現れていた。落語家仲間で「転倒蟲」（てんとうむし）というツーリングチームも作っていた。ツーリングチームでは「足代（交通費）はいらない」という理由で、1か月近く寄席を休演して北海道へ走りに行くことを兼ね、数か所で落語会を開いたこともある。メンバーの十代目土橋亭里う馬によれば、小三治は非常に活動が熱心で、スポンサーからヘルメットを貰ってきたり、メンバー全員に黄色い反射板の付いたタスキを用意したりもしたという。小三治は41歳で免許を取ったが51歳で両手首のリウマチを起こしてからは乗らなくなった。自宅に4台ほどバイクを所有し弟子に掃除をさせていたが、小三治が乗らなくなってからはすべて手放している[注釈 19][25]。
- 「転倒蟲」メンバー
  - 柳家小三治
  - 六代目三遊亭圓窓 - 小三治の同期で、自他共に認める最大のライバル。
  - 金原亭伯楽
  - 六代目柳家小さん
  - 十代目土橋亭里う馬
  - 斎藤宏二[注釈 20]

#### スキー
落語仲間でしばしばスキーに行くこともあった。弟弟子の四代目柳亭市馬は大分県の出身で雪を殆ど見たことがなかったこともあり、最初は半ば強引に小三治に誘われて、後にスキーインストラクターになる小三治の長男に徹底的に指導を受けて、腕前は上達した。小三治は参加したメンバーをビデオで撮影していて、夜に上演会を開いて滑り方の批評を行ったりしていたという。

#### 草野球
落語仲間で「ヨタローズ」というチームを組織していた。メンバーは小三治を中心とした五代目小さん門下の落語家が多かった。

#### 俳句
三代目桂米朝などの落語家や落語を愛好する文化人らと「東京やなぎ句会」という俳句団体を組織しており、同会の名義で出版された著書もある。俳号は土茶（どさ）。

#### クラシック音楽
鑑賞も歌唱も好む。歌声はCD「歌ま・く・ら」（2004年9月28日 札幌・真駒内六花亭ホールでのライブ版）に収録されている。また、2005年10月31日の鈴本演芸場の独演会では、高座にグランドピアノを入れて（演奏：岡田知子）15曲を熱唱、そのもようはドキュメンタリー映画『小三治』に収められている。

#### オーディオ
蓄音機での音楽鑑賞も楽しんでいた。
オーディオ史研究家の品川征郎（現日本蓄音機倶楽部創設者）のコレクションを、愛川欽也、うつみ美土里の番組『日曜とくばん「驚異ここまで来たオーディオ100年」』（1978年放送）で紹介した。
「少しでもいい音で音楽を聴きたい」という思いからオーディオに凝り、一時期は専門誌でもコラムを連載するなどプロ並みの知識がある。自宅には高価なオーディオ機器が多数あった。オーディオの話をマクラで話した事もある。

#### 海外旅行
旅先での出来事をまくらで数多く話していた。
- 柳家小三治 うどん屋（東京やなぎ句会メンバーでの中国広州 珍道中）
- CD ｢柳家小三治トークショー1 めりけん留学奮戦記｣
- CD ｢柳家小三治トークショー2 ニューヨークひとりある記｣
- CD ｢柳家小三治II－4 ドリアン騒動〜備前徳利 - 「朝日名人会」ライヴシリーズ45｣

#### 塩・蜂蜜・オリーブオイル
塩は海外に買い出しに出かけ、数十キログラムを持ち帰ってきたことがある。
著書『ま・く・ら』にミツバチのエピソードがある他、おいしい蜂蜜にも目がなかった。

## 弟子

### 落語家
出典
- 柳家〆治
- 柳家喜多八 - 2016年5月死去
- 柳家はん治
- 柳家福治
- 七代目柳亭燕路
- 柳家禽太夫
- 柳家一琴
- 柳家三三
- 柳家三之助
- 柳家小八 - 師匠喜多八死去に伴い移籍

### 系図
| 十代目柳家小三治† | 十代目柳家小三治† | 十代目柳家小三治† | 十代目柳家小三治† | 十代目柳家小三治† | 十代目柳家小三治† |  |  | 柳家〆治       | 柳家〆治       | 柳家〆治       | 柳家〆治       | 柳家〆治       | 柳家〆治       |  |  |            |            |            |            |            |            |
| 十代目柳家小三治† | 十代目柳家小三治† | 十代目柳家小三治† | 十代目柳家小三治† | 十代目柳家小三治† | 十代目柳家小三治† |  |  | 柳家〆治       | 柳家〆治       | 柳家〆治       | 柳家〆治       | 柳家〆治       | 柳家〆治       |  |  |            |            |            |            |            |            |
|                   |                   |                   |                   |                   |                   |  |  | 柳家喜多八†    |                |                |                |                |                |  |  |            |            |            |            |            |            |
|                   |                   |                   |                   |                   |                   |  |  |                |                |                |                |                |                |  |  |            |            |            |            |            |            |
|                   |                   |                   |                   |                   |                   |  |  | 柳家はん治     | 柳家はん治     | 柳家はん治     | 柳家はん治     | 柳家はん治     | 柳家はん治     |  |  | 柳家小はぜ | 柳家小はぜ | 柳家小はぜ | 柳家小はぜ | 柳家小はぜ | 柳家小はぜ |
|                   |                   |                   |                   |                   |                   |  |  | 柳家はん治     | 柳家はん治     | 柳家はん治     | 柳家はん治     | 柳家はん治     | 柳家はん治     |  |  | 柳家小はぜ | 柳家小はぜ | 柳家小はぜ | 柳家小はぜ | 柳家小はぜ | 柳家小はぜ |
|                   |                   |                   |                   |                   |                   |  |  |                |                |                |                |                |                |  |  | 柳家小はだ |            |            |            |            |            |
|                   |                   |                   |                   |                   |                   |  |  |                |                |                |                |                |                |  |  |            |            |            |            |            |            |
|                   |                   |                   |                   |                   |                   |  |  | 柳家福治       |                |                |                |                |                |  |  |            |            |            |            |            |            |
|                   |                   |                   |                   |                   |                   |  |  |                |                |                |                |                |                |  |  |            |            |            |            |            |            |
|                   |                   |                   |                   |                   |                   |  |  | 七代目柳亭燕路 | 七代目柳亭燕路 | 七代目柳亭燕路 | 七代目柳亭燕路 | 七代目柳亭燕路 | 七代目柳亭燕路 |  |  | 柳亭こみち | 柳亭こみち | 柳亭こみち | 柳亭こみち | 柳亭こみち | 柳亭こみち |
|                   |                   |                   |                   |                   |                   |  |  | 七代目柳亭燕路 | 七代目柳亭燕路 | 七代目柳亭燕路 | 七代目柳亭燕路 | 七代目柳亭燕路 | 七代目柳亭燕路 |  |  | 柳亭こみち | 柳亭こみち | 柳亭こみち | 柳亭こみち | 柳亭こみち | 柳亭こみち |
|                   |                   |                   |                   |                   |                   |  |  | 柳家禽太夫     |                |                |                |                |                |  |  |            |            |            |            |            |            |
|                   |                   |                   |                   |                   |                   |  |  |                |                |                |                |                |                |  |  |            |            |            |            |            |            |
|                   |                   |                   |                   |                   |                   |  |  | 柳家一琴       |                |                |                |                |                |  |  |            |            |            |            |            |            |
|                   |                   |                   |                   |                   |                   |  |  |                |                |                |                |                |                |  |  |            |            |            |            |            |            |
|                   |                   |                   |                   |                   |                   |  |  | 柳家三三       |                |                |                |                |                |  |  |            |            |            |            |            |            |
|                   |                   |                   |                   |                   |                   |  |  |                |                |                |                |                |                |  |  |            |            |            |            |            |            |
|                   |                   |                   |                   |                   |                   |  |  | 柳家三之助     |                |                |                |                |                |  |  |            |            |            |            |            |            |
|                   |                   |                   |                   |                   |                   |  |  |                |                |                |                |                |                |  |  |            |            |            |            |            |            |
|                   |                   |                   |                   |                   |                   |  |  | 柳家小八       | 柳家小八       | 柳家小八       | 柳家小八       | 柳家小八       | 柳家小八       |  |  | 柳家しろ八 | 柳家しろ八 | 柳家しろ八 | 柳家しろ八 | 柳家しろ八 | 柳家しろ八 |
|                   |                   |                   |                   |                   |                   |  |  | 柳家小八       | 柳家小八       | 柳家小八       | 柳家小八       | 柳家小八       | 柳家小八       |  |  | 柳家しろ八 | 柳家しろ八 | 柳家しろ八 | 柳家しろ八 | 柳家しろ八 | 柳家しろ八 |

### 色物
- 柳貴家小雪 - 大神楽

### お囃子
- 太田その

### 破門
〆治の上に少なくとも3人いたが破門になっている。
- 柳家こたつ - 〆治以前の入門
- 柳家こぶちゃ - 〆治以前の入門
- 柳家小いも - 1982年入門
- 柳家小多け - 1985年入門、1987年破門
- 柳家さんぽ - 六代目三遊亭圓橘門下へ

## 出演

### 映画
- 「可否道」より なんじゃもんじゃ（1963年、松竹、原作：獅子文六、監督：井上和男）
- 十九歳の地図（1979年、プロダクション群狼、原作：中上健次、監督：柳町光男）[注釈 21]
- 火まつり（1985年、シネセゾン、監督：柳町光男）[注釈 22]
- 砂の上のロビンソン（1989年9月、ATG、監督：すずきじゅんいち）[注釈 23]
- ホーホケキョ となりの山田くん（1999年、松竹/スタジオジブリ、監督：高畑勲） - 俳句朗読
- カミュなんて知らない（2006年、ワコー/グアパ・グアポ、監督：柳町光男）[注釈 24]
- そうかもしれない（2006年、「そうかもしれない」製作委員会/シナジー、監督：保坂延彦）

#### ドキュメンタリー
- 小三治（2009年、ドキュメンタリー映画『小三治』上映委員会＝オフィス・シマ/ヒポコミュニケーションズ）[注釈 25]

### テレビ番組

#### 落語中継
- 落語研究会（TBS）[注釈 26]
  - Disc1：『花見の仇討』『もう半分』『宿屋の富』
  - Disc2：『大山詣り』『三年目』『堪忍袋』
  - Disc3：『船徳』『不動坊火焔』
  - Disc4：『睨み返し』『長者番付』『粗忽の釘』
  - Disc5：『子別れ・上』『子別れ・中』『子別れ・下』
  - Disc6：『お化け長屋』『藪入り』
  - Disc7：『鹿政談』『芝浜』
  - Disc8：『三軒長屋』『蛙茶番』
  - Disc9：『死神』『御神酒徳利』
  - Disc10：『厩火事』『千両みかん』『小言幸兵衛』

#### バラエティ番組
- 笑点 若手大喜利（1966年 - 1969年、日本テレビ）[注釈 27]
- テレビナイトショー（1971年4月 - 9月、東海テレビ）
- お好み演芸会（1973年4月 - 1980年4月、NHK総合） - 大喜利「噺家横丁」司会[注釈 28]
- 象印クイズ ヒントでピント（1979年3月4日（第1回） - 1980年3月30日（第53回）、テレビ朝日） - 男性軍初代2枠解答者[注釈 29]
- 笑いがいちばん（1995年4月 - 1998年3月、NHK総合） - 総合司会
- 開運!なんでも鑑定団（2019年2月12日、テレビ東京）
- 出没!アド街ック天国（2019年2月16日、テレビ東京）
- サラメシ（2022年11月24日、NHK総合）- 「あの人が愛した昼メシ」のコーナーで、生前好んで食べた六花亭帯広本店喫茶室のパンケーキと落語会のエピソードが紹介された。
- 天然素材NHK（2024年1月8日、NHK総合）- 遺族からNHK番組発掘プロジェクトに提供された録画を元に『ふるさとネットワーク らうす寄席 バイクでやってきた落語家さん』（1985年1月7日放送）、『お楽しみNHKのど自慢』（1983年1月3日放送、歌ったのは「舟唄」）」を放送した。

#### ドキュメンタリー番組
- NHK特集 小椋佳の世界（1976年11月11日、NHK総合）
- プロフェッショナル 仕事の流儀 第100回記念（2008年10月14日、NHK総合）[注釈 30]
- 武田鉄矢の昭和は輝いていた「津軽三味線・高橋竹山 〜風雪が生んだ魂の音」（2020年1月31日、BSテレ東）- ゲスト
- 情熱大陸 「柳家三三」（2010年12月19日、毎日放送） - インタビュー出演
- 『密着ドキュメンタリー 人間国宝 柳家小三治』（2019年3月21日、TVh）- テレビ北海道開局30周年特別番組。没後、追悼としてテレビ北海道・BSテレ東・テレビ東京で再放送。
- ザ・ヒューマン「止まらない男 〜噺（はなし）家 柳家小三治」（2021年3月6日、NHK BS1）[31][32]
- 新型コロナ 命を守る行動を「今できることを 柳家小三治さん」（2021年4月6日、NHK総合）[注釈 31]
- 新 美の巨人たち「新宿・末廣亭」（2021年9月25日、テレビ東京）
- 柳家小三治さんをしのんで（2021年10月30日、NHK総合） - 案内：林家正蔵 出演：三遊亭金翁、柳亭市馬
- あの日あのときあの番組〜柳家小三治さんをしのんで〜（2021年10月31日、NHK総合） - 出演：森田美由紀、矢野誠一 - 前述した『プロフェッショナル』『ザ・ヒューマン』の編集再放送

#### テレビドラマ
- 3年B組貫八先生（1982年 - 1983年、TBS） - 小泉仙吉 役
- 噺家カミサン繁盛記（1991年11月4日 - 12月13日、フジテレビ・全30回）[注釈 32]
- 3年B組金八先生 第4シリーズ 第22話（1995年 - 1996年、TBS） - 藍染職人・岸田 役

### ラジオ番組
- NEXT名人寄席（NHKラジオ第1）- 番組冒頭のメッセージ
- 真打ち競演 ありがとう小三治さん（2021年10月30日、NHKラジオ第1） - 出演：中川緑、広瀬和生
- TBS 950街をゆく（TBSラジオ）
- 柳家小三治のサムシング・ジャズ（ニッポン放送）
- ミッドナイト東海（1974年1月 - 1975年3月、東海ラジオ）[1] - 毎週土曜を担当
- 小三治のFM高座[33]（FM北海道） - パーソナリティ[1]

### ウェブ配信
- 柳家小三治からのメッセージ（2020年4月25日 18:30開始、テレビ北海道YouTube公式チャンネル） - 同日開催予定の札幌独演会がコロナ禍で中止となったことを受けての無料生配信・無観客高座。演目は『千早ふる』。アーカイブ無し[注釈 33][注釈 34]。
- 関内寄席 柳家小三治・柳家三三 親子会（2020年10月2日、streaming+、有料） - 関内ホール主催公演の配信。
- 柳家小三治一門会（2020年10月15日、鹿児島テレビ・ローチケライブストリーミング、有料） - 鹿児島・宝山ホールでの公演の同時配信。
- 柳家小三治 初春の会（2020年1月28日、夢空間・streaming+、有料） - 練馬文化センター大ホールでの会のアーカイブ配信。柳家〆治・柳家三之助共演。
- NBC新春寄席 柳家小三治・柳家喬太郎・柳家三三 三人会（2021年1月24日、長崎放送・PIA LIVE STREAM、有料） - 長崎・とぎつカナリーホール公演の生配信&アーカイブ。
- 第37回 安比スキー寄席（2021年2月26日、ホテル安比グランド・ZAIKO ZERO、有料） - 岩手・ホテル安比グランドでの落語会の生配信&アーカイブ。柳家〆治・柳家三三・柳家三之助共演。
- 柳家小三治 柳家三三 親子会 配信版（2021年4月2日 - 4日、サンライズプロモーション東京・streaming+、有料） - 2021年3月26日に大手町三井ホールで開催の会を後日配信予定だったが、小三治の体調不良により会・配信ともに中止となった。

### CM
- 夕張石炭の歴史村（北海道向けローカルCM）
- 夕張マウントレースイスキー場（同上）
- 養命酒（木ノ葉のこと共演）
- アサヒビール Asahi江戸前生ビール

### LP・カセット・CD・DVD
多数リリースされているが、そのほとんどがソニーミュージックエンタテインメント京須偕充によってプロデュースされたものである。

#### CD-BOX
- 『柳家小三治 新選独演会』、ソニー・ミュージックダイレクト DYCW-1013、2005年
- 『柳家小三治 詳選落語』、ソニー・ミュージックダイレクト DYCW-1251-1254、2007年
- 『柳家小三治 詳選落語II』、ソニー・ミュージックダイレクト DQCW-1551-1554、2008年
- 『柳家小三治 まくら全集』、ソニー・ミュージックダイレクト DQCW-3183、2015年
- 『柳家小三治 平成・令和の仕事』、ソニー・ミュージックダイレクト DYCS-1234、2021年
- 『柳家小三治 昭和・平成 小三治ばなし』、ソニー・ミュージックダイレクト MHCL-2911、2021年
- 『柳家小三治 昭和・平成 小三治ばなし 〜續〜』、ソニー・ミュージックダイレクト MHCL-2971、2022年

#### 朗読CD
- 『左の腕／いびき』（原作：松本清張）、新潮社、2003年、ISBN 978-4-108-30141-2

### 著書

#### 写真集
- 『橘蓮二写真集 噺家 柳家小三治』（2009年、河出書房新社）

#### 芸談・エッセイ
- 『落語家仲間泣き笑い行状記?読むだけで楽しくバイクの腕があがる』（1984年、交通タイムス社）
- 『落語家論』（2001年、新しい芸能研究室、文庫版：ちくま文庫）
- 『どこからお話ししましょうか 柳家小三治自伝』（2019年、岩波書店）

#### 対談・インタビュー
- 『小三治楽語対談』（1976年、音楽之友社）[注釈 35]
- 『5人の落語家が語るザ・前座修業』（2010年、日本放送出版協会生活人新書）
- 柳家小三治 人間国宝認定についての記者会見（「東京かわら版」平成26年9月号）[6][7]

#### 速記集
- 『小三治名席』（2000年、講談社+α文庫）
- 『柳家小三治の落語』全3巻（2007年、小学館文庫）

#### マクラのみの速記集
- 『ま・く・ら』（1998年、講談社文庫）
- 『もひとつ ま・く・ら』（2001年、講談社文庫）
- 『バ・イ・ク』（2005年、講談社文庫）

#### 雑誌
- 『別冊太陽スペシャル 永久保存版 十代目 柳家小三治』（2018年10月、平凡社）
- 『ユリイカ 詩と批評 特集 柳家小三治』（2022年1月号、青土社）
- 『東京かわら版 追悼 柳家小三治』（2021年12月号・2022年2月号、東京かわら版）[34][35]

#### 絵本
いずれも、文・絵：野村たかあき、監修：柳家小三治、教育画劇刊。
- 『しにがみさん』（2004年）
- 『ねこのさら』（2017年）
- 『しばはま』（2018年）
- 『そこつ長屋』（2019年）

#### 寄稿・解説ほか
- 「志ん生の右手」（2007年、河出文庫、著：矢野誠一） - あとがき
- 小沢昭一的新宿末廣亭十夜（2006年、講談社、著：小沢昭一） - あとがき[注釈 36]
- 日日是好日 - お茶が教えてくれた15のしあわせ - （2008年10月、新潮文庫、著：森下典子）- 文庫版解説
- 「花は志ん朝」（2006年8月、河出文庫、著：大友浩）- 巻末インタビュー「柳家小三治、志ん朝を語る」

### 関連書籍
- 佐渡新発見（1993年、三一新書、著：東京やなぎ句会）
- 噺家カミサン繁盛記（1998年、講談社文庫、著：郡山和世）[注釈 37]
- 友あり駄句あり三十年 恥多き男づきあい春重ね（1999年、日本経済新聞社、編：東京やなぎ句会）
- 師匠噺（2007年、河出書房新社、著：浜美雪）[注釈 38]
- 五・七・五 句宴四十年（2009年、岩波書店、編：東京やなぎ句会）
- 楽し句も、苦し句もあり、五・七・五 五百回、四十二年（2011年、岩波書店、編：東京やなぎ句会）
- 友ありてこそ、五・七・五（2013年、岩波書店、編：東京やなぎ句会）
- なぜ「小三治」の落語は面白いのか?（2014年、講談社、著：広瀬和生、2016年講談社+α文庫、2022年『小三治の落語』と改題して講談社学術文庫）
- 前座失格（2015年、「フィギュール彩」彩流社、著：藤原周壱）[注釈 39]
- 令和五年 笑点暦（笑点チャリティーカレンダー）（2022年、日本テレビサービス） - 2023年7月・8月分、寄席行灯イラストに橘左近による「まくらの名人 柳家小三治」の文字が配されている[注釈 40]。